# Gemeiner Stechapfel
Der Gemeine Stechapfel (Datura stramonium), auch Weißer Stechapfel genannt, ist eine Pflanzenart aus der Gattung der Stechäpfel  (Datura) innerhalb der Familie der Nachtschattengewächse (Solanaceae). Sie ist in Mitteleuropa die häufigste Art dieser Gattung.

## Beschreibung

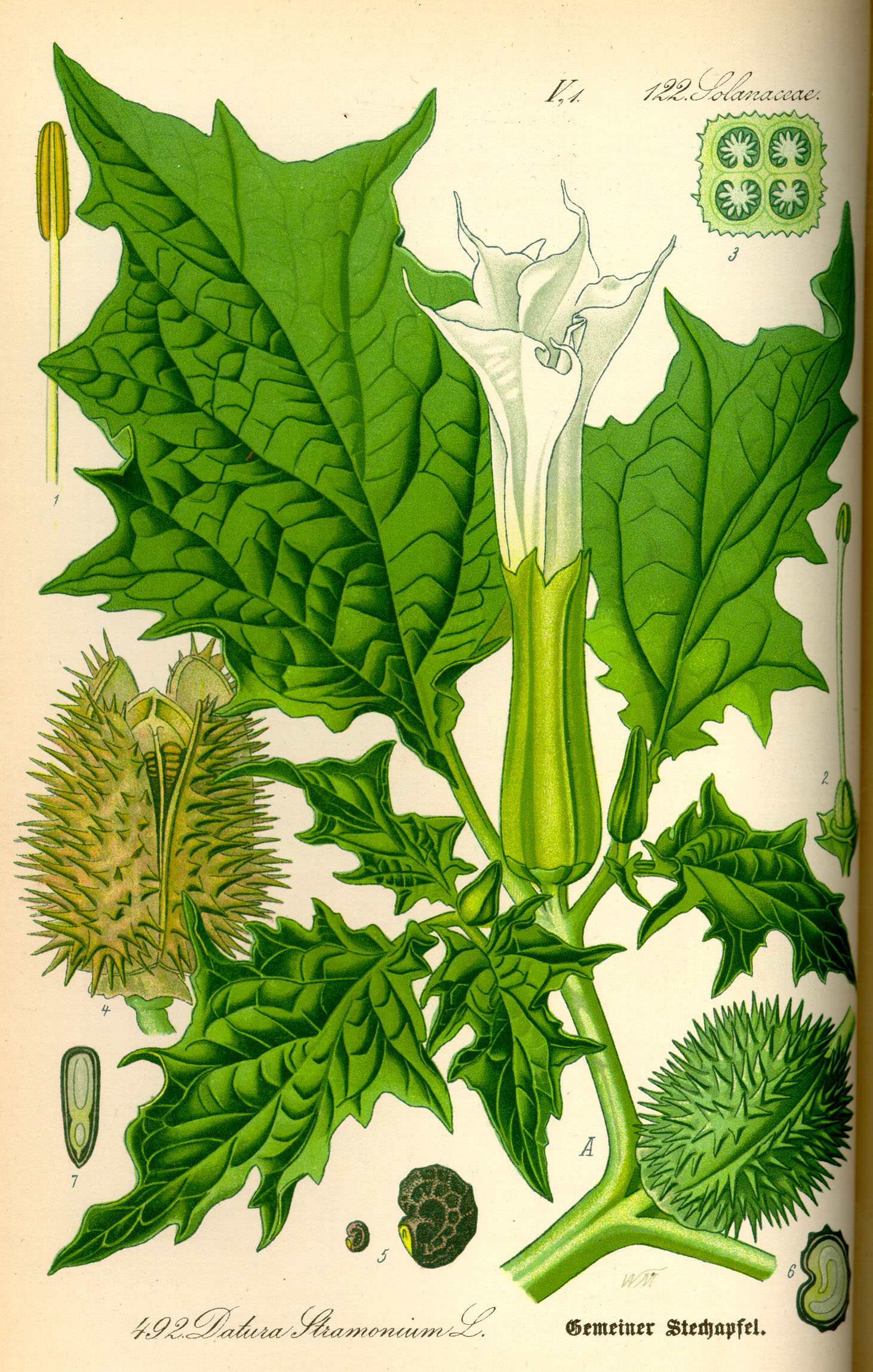
Illustration aus Otto Wilhelm Thomé: Flora von Deutschland, Österreich und der Schweiz, Gera, 1885

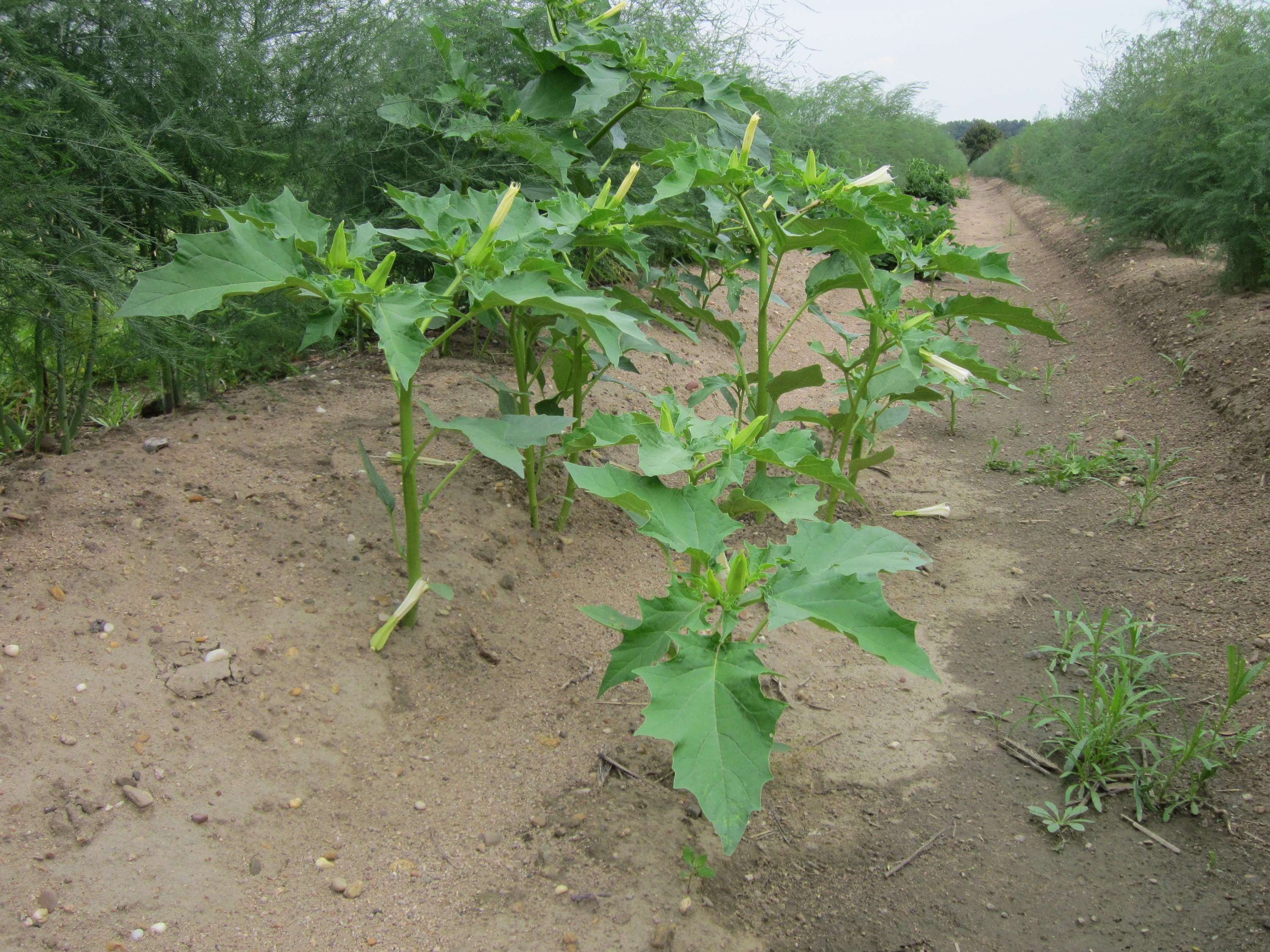
Habitus

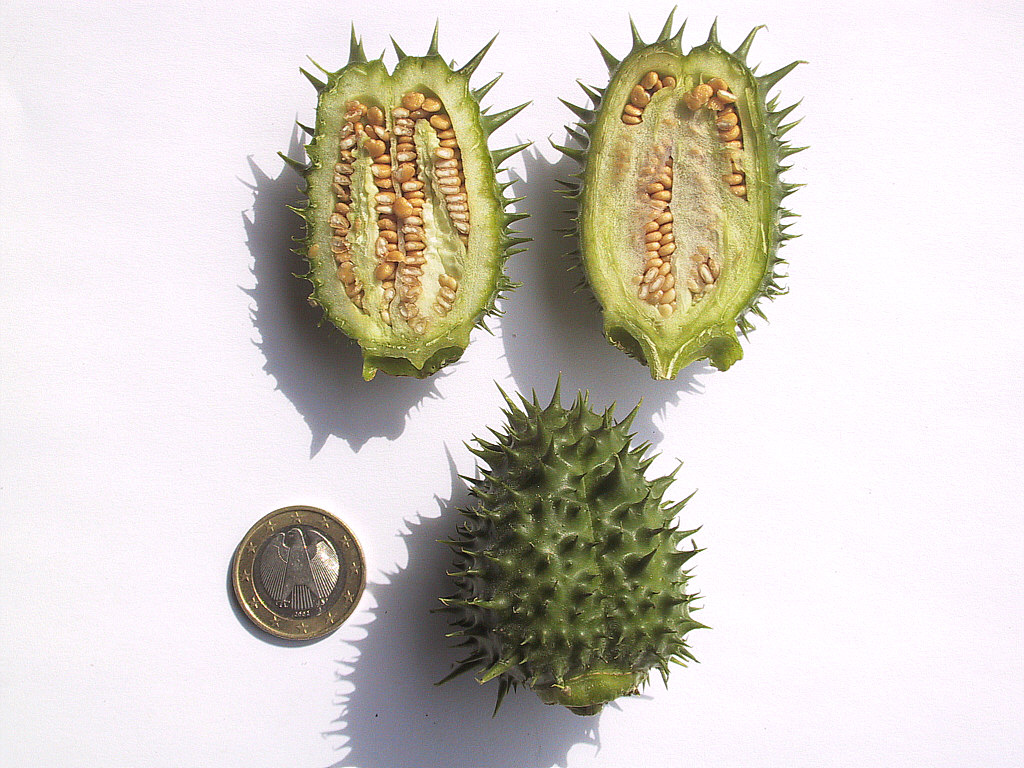
Noch unreife Kapselfrüchte, z. T. längs halbiert

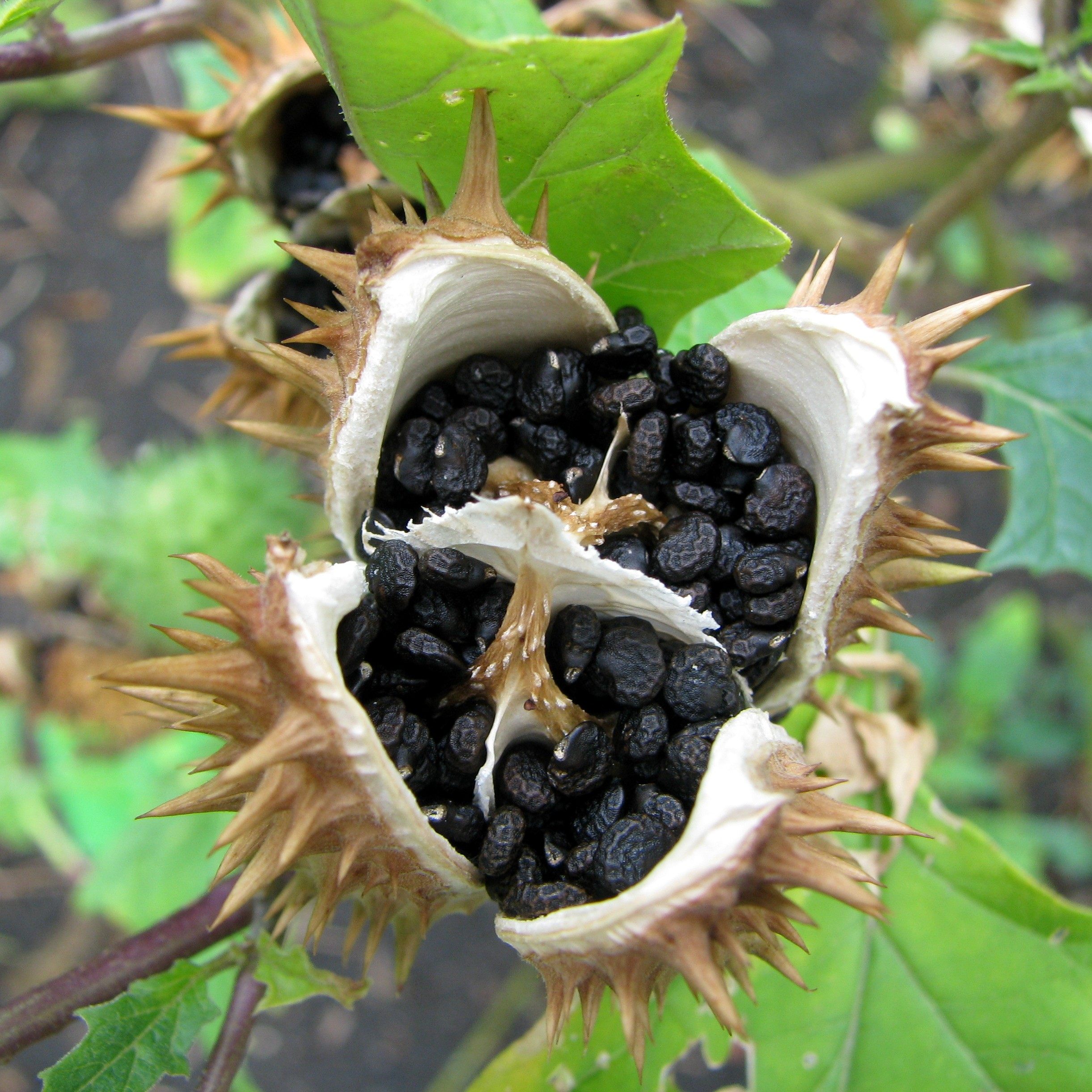
Sich öffnende Kapselfrucht mit reifen Samen

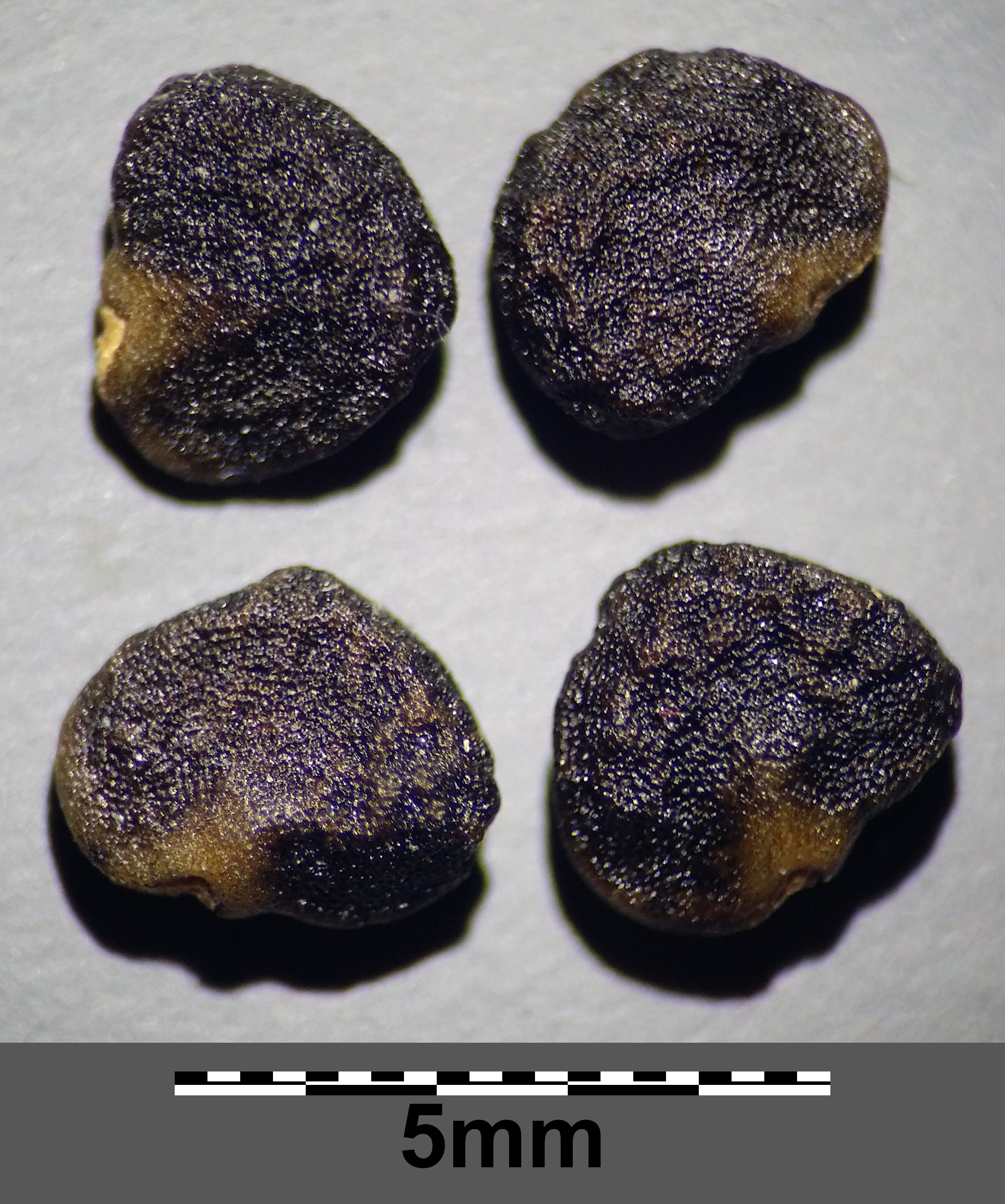
Samen

### Vegetative Merkmale
Der Gemeine Stechapfel wächst je nach Standort als aufrechte bis buschige, einjährige oder kurzlebige ausdauernde krautige Pflanze bis Halbstrauch und erreicht Wuchshöhen von meist 0,3 bis 1,2 (0,2 bis zu 2) Metern. Die oberirdischen Pflanzenteile sind grün oder besitzen einen mehr oder weniger violetten Anflug und besitzen einen unangenehmen Geruch (erinnert an gekochte Kichererbsen). Vor allem die jungen Pflanzenteile sind mit einfachen Trichomen behaart, später verkahlen die Pflanzenteile. Die spärlich flaumig behaarten oder kahlen Stängel sind einfach oder dem Anschein nach gabelästig.
Die am Stängel verteilt angeordneten Laubblätter sind in Blattstiel und -spreite gegliedert. Der meist aufrechte, gedrungene Blattstiel ist mit einer Länge von 3 bis 5,5, selten bis zu 10 Zentimetern, relativ lang. Die einfache, pergamentartige Blattspreite ist bei einer Länge von 8 bis 17, selten bis 20 oder bis zu 35 Zentimetern sowie einer Breite von 4 bis 14, selten bis 15 oder bis zu 20 Zentimetern, etwa handgroß und mehr oder weniger breit eiförmig, kantig-eiförmig bis rhombisch mit asymmetrischer, keilförmiger Spreitenbasis, spitzem bis zugespitztem oberen Ende, unregelmäßig spitz gelappt bis doppelt gezähnt oder grob buchtig gezähnt und mehr oder weniger verkahlend. Von der Fiedernervatur sind auf jeder Seite drei bis fünf Seitennerven deutlich erkennbar. Die Blattoberseite ist dunkel-grün und die -unterseite grau-grün. Die unteren Laubblätter sind sehr groß.

### Generative Merkmale
Die Blütezeit reicht in Mitteleuropa von Juni bis Oktober. In den Blütenknospen besteht eine einsinnig gedrehte Knospenlage. Die gestielten Blüten stehen einzeln und aufrecht in den Astgabeln oder an der Spitze der Äste. Der Blütenstiel ist mit einer Länge von 5 bis 12 Millimetern ausgebildet.
Die zwittrige Blüte ist radiärsymmetrisch und fünfzählig mit doppelter Blütenhülle. Die fünf haltbaren Kelchblätter sind röhrig verwachsen und der meist 3 bis 5 (2,5 bis 5,5) Zentimeter lange, fünfkantige Kelch endet in fünf Kelchzähnen. Die Kelchzähne sind bei einer Länge von 4 bis 9 Millimetern lanzettlich-zugespitzt. Nach der Anthese fällt der Kelch außer dem ringförmigen Kelchgrund ab. Die fünf Kronblätter sind bei einer Länge von meist 5 bis 7,5 (3 bis 10) Zentimetern zu einer trompeten- oder trichterförmigen Blütenkrone verwachsen, der Kronschlund weist einen Durchmesser von 3 bis 5 Zentimetern auf und endet in fünf bei einer Länge von 4 bis 5 oder 6 bis 10 Zentimetern in dreieckigen oder pfriemförmigen Kronlappen mit bespitztem oberen Ende; sie besitzt keine sekundären Kronlappen, wie sie in anderen Arten der Gattung Datura auftreten. Die Blütenkronen sind weiß bis gelblich-weiß, hell-purpurfarben mit grünlicher Basis und purpurfarbenen oberen Ende. Die meist fünf Staubblätter sind in der Kronröhre inseriert und überragen die Blütenkrone nicht. Der Staubfaden ist etwa 3 Zentimetern lang. Die meist weißen Staubbeutel sind bei einer Länge von 3 bis 4, selten bis zu 6 Millimetern, ellipsoid. Zwei Fruchtblätter sind zu einem Fruchtknoten verwachsen. Der 4 bis 6 Zentimeter lange Griffel endet in einer zweilappigen Narbe, die sich unterhalb bis oberhalb der Staubbeutel befindet.
Die Kapselfrucht befindet sich in den Stängelachseln oder endständig gerade nach oben stehend. Die an der Frucht verbleibende Basis des Kelches verbreitert sich während der Reifephase und ist dann etwa 10 Millimeter lang. Die vierfächerige, stachlige Kapselfrucht ist bei einer Länge von meist 4 bis 5 (3 bis 6) Zentimetern sowie bei einem Durchmesser von 2 bis 4 Zentimetern eiförmig. Die 100 bis 200 derben Stacheln auf den Früchten sind nahezu gleichmäßig verteilt; sie sind unterschiedlich lang, wobei die längsten eine Länge von weniger als 2 Zentimetern aufweisen. Die Kapselfrucht öffnet sich bei Reife nahe ihrer Basis mit vier Fruchtklappen und enthält viele Samen. Die schwarzen oder grauen Samen sind bei einer Länge von 2,5 bis 4,5 Millimetern sowie einer Breite von etwa 4 Millimetern kugelig bis ei-, scheiben- oder nierenförmig mit netzartig feingenarbter Samenschale.

### Chromosomensatz
Die Chromosomengrundzahl beträgt x = 12; es liegt meist Diploidie mit einer Chromosomenzahl von 2n = 24 vor.

## Ökologie
Beim Gemeinen Stechapfel handelt es sich um einen mesomorphen Therophyten.
Die dann duftenden Blüten öffnen sich erst zur Nacht hin; sie werden hauptsächlich von Nachtfaltern besucht und bestäubt. Der Gemeine Stechapfel ist auch bei Selbstbestäubung erfolgreich hinsichtlich Frucht- und Samenbildung. Stechapfelblüten duften (in der Nacht) stark süßlich-parfümartig; der von vielen als unangenehm empfundene Geruch des Gemeinen Stechapfels dagegen stammt von Stängeln und Laubblättern.
Mit Einsetzen der Reife öffnet sich die Kapselfrucht von oben her nur allmählich und gibt die für gewöhnlich 300 bis 500 (100 bis zu 800) schwarze nierenförmige Samen frei. Die Tausendkornmasse beträgt 7 bis 11 g. Die Ausbreitung der Samen erfolgt durch Tierstreuung oder durch menschliche Aktivitäten. Die Kapselfrüchte sind Wintersteher, die bis ins Frühjahr hinein erst allmählich ihre vielen Samen ausstreuen. Die Samen behalten ihre Keimfähigkeit über viele Jahre.

## Inhaltsstoffe

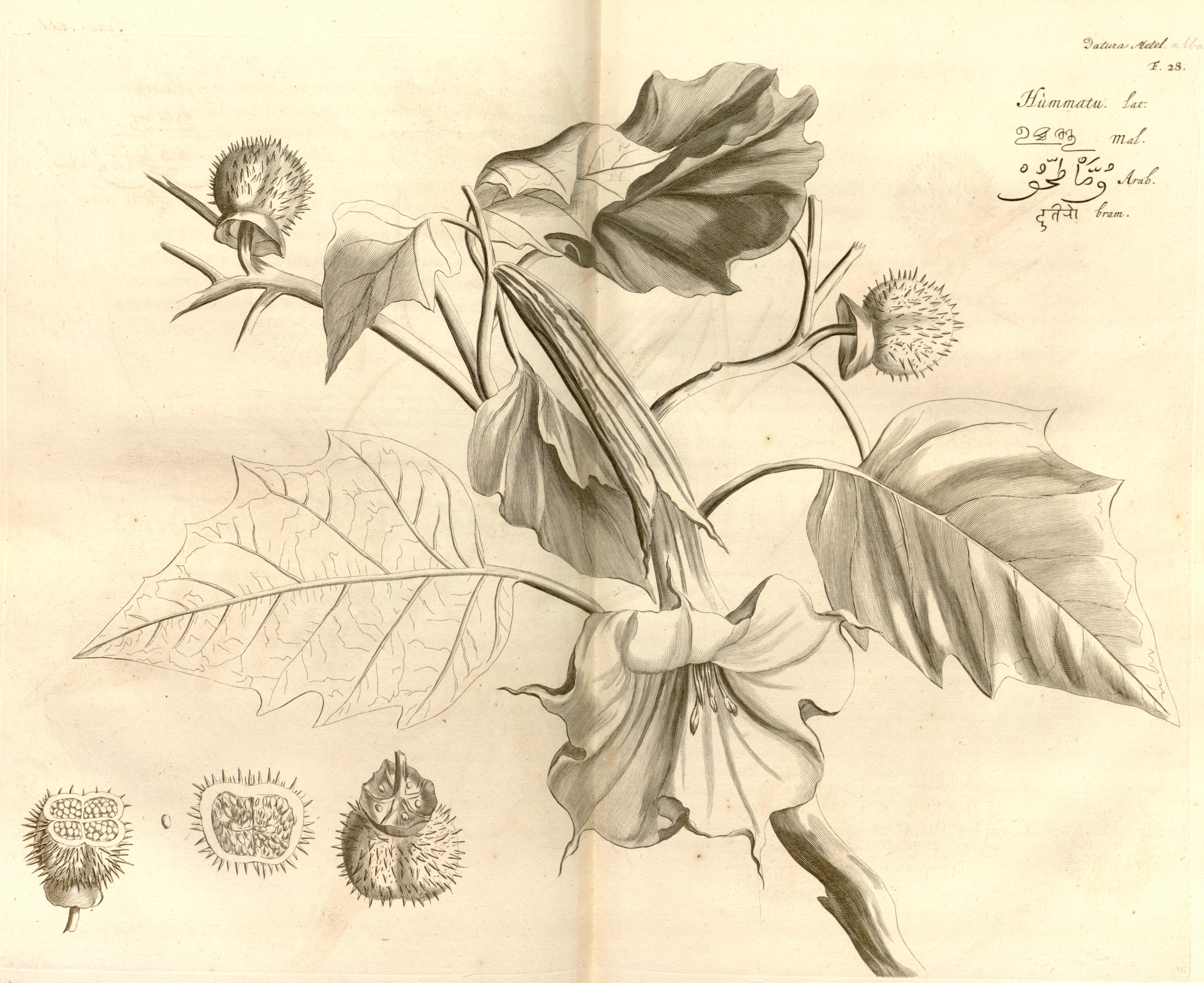
Illustration aus Hortus Indicus Malabaricus, Volume 2, 1678

Alle Pflanzenteile sind giftig, besonders jedoch die Wurzeln und Samen. Der Gemeine Stechapfel enthält die giftigen Tropan-Alkaloide (S)-Hyoscyamin und Scopolamin. Bereits Mengen ab 0,3 g können Giftwirkungen wie z. B. gesteigerte Erregung, Sinnestäuschungen, Übelkeit, Pupillenerweiterung mit Sehstörungen und Atemlähmung hervorrufen. Der Nachweis einer Intoxikation kann durch Einsatz der Gaschromatographie-Massenspektrometrie erfolgen. Nachgewiesen werden meist die Alkaloide Hyoscyamin („Atropin“) und Scopolamin als Trimethylsilyl-Derivate.

## Verwendung, ökonomische Bedeutung
Datura stramonium wird als Zierpflanze und als Heilpflanze verwendet.
Stechapfelblätter (Stramonii folium) haben heute in der Medizin keine Bedeutung mehr. Wegen nicht ausreichend belegter Wirksamkeit und hoher Giftigkeit hat in Deutschland die Kommission E am Bundesinstitut für Arzneimittel und Medizinprodukte diese pharmazeutische Droge negativ bewertet.
Als Rauschdroge ist der Stechapfel beschrieben worden, so das Rauchen getrockneter Blätter, Trinken von Teeaufgüssen, Kauen der Stramoniumwurzel.
Der Gemeine Stechapfel tritt gelegentlich als „Unkraut“ in Gartenkulturen auf, ist dort aber meist von eher geringer wirtschaftlicher Bedeutung. Die Pflanze tritt aber in Nordamerika als „Problemunkraut“ in Kulturen von Nachtschattengewächsen wie der Tomate auf. Problematisch ist auch, dass sie als alternativer Wirt für eine Reihe Schadinsekten ein Reservoir für diese Organismen darstellt, von dem aus Kulturen jederzeit neu befallen werden können.

## Verbreitung, Herkunft
Während die amerikanische Herkunft der Gattung Datura und der Art Datura stramonium als nachgewiesen gelten können, gibt es eine lang andauernde wissenschaftliche Kontroverse darüber, ob diese Art, oder eine andere Datura-Art, nicht möglicherweise schon vor den Fahrten des Kolumbus (präkolumbianisch) in die Alte Welt gelangt sein könnte. Grund dafür sind Verwendungen als Rauschdroge und Arzneipflanze, vor allem in Indien, die möglicherweise auf alte Traditionen hindeuten, sowie Erwähnungen in verschiedenen antik-griechischen, arabischen und indischen Texten. Dioskurides nennt eine Pflanze „dorycnion“, die in ihrer Beschreibung auf den Stechapfel passen könnte. In verschiedenen arabischen Quellen wird eine Pflanze „gawz mathil“ beschrieben (darunter auch von dem persischen Arzt und Autor Ibn Sina), deren Beschreibung recht gut zum Stechapfel passt. Hildegard von Bingen nennt ein Kraut „Stramonia“, das auf den Stechapfel bezogen worden ist. Nach der gängigsten Hypothese beruhen diese Angaben auf Verwechslungen mit anderen Arten. Demnach ist verantwortlich für die Namensübertragung Leonhart Fuchs, der in seinem 1542 publizierten Werk De historia stirpium commentarii insignes den neu aus Amerika eingeführten Stechapfel abbildete und in der Beschreibung mit Hildegards "Stramonia" gleichsetzte; dieser Name wurde, über Joseph Pitton de Tournefort weitergegeben an Carl von Linné, der ihn als Artnamen verwendete.
Der Gemeine Stechapfel ist ein Kosmopolit. In vielen Ländern der Welt beispielsweise Europas ist der Gemeine Stechapfel ein Neophyt. In einem Teil dieser Länder gilt er als invasive Pflanze und wird bekämpft. Auf deutschem Territorium wurde Datura stramonium für den Zeitraum von 1580 bis 1620 archäobotanisch nachgewiesen. In Mitteleuropa kommt der wärmeliebende Gemeine Stechapfel häufig auf Ruderalflächen vor, die direkt von der Sonne beschienen werden, die also frei sind von beschattend wirkender sonstiger Vegetation. Er bevorzugt stickstoffreiche Böden wie Schutt- und Müllplätze sowie Wegränder. Er ist eine Charakterart der Klasse Chenopodietea und kommt in Mitteleuropa besonders in kurzlebenden Ruderal-Gesellschaften der Ordnung Sisymbrietalia vor.
Die ökologischen Zeigerwerte nach Ellenberg sind: Lichtzahl 8 = Halblicht- bis Volllichtpflanze, Temperaturzahl 6 = Mäßigwärme- bis Wärmezeiger, Kontinentalitätszahl = indifferent, Feuchtezahl 4 = Trockenheits- bis Frischezeiger, Feuchtewechsel = keinen Wechsel der Feuchte zeigend, Reaktionszahl 7 = Schwachbasenzeiger, Stickstoffzahl 8 = ausgesprochenen Stickstoffreichtum zeigend, Salzzahl 1 = salzertragend, aber meist keinen oder geringen Salzgehalt zeigend, Schwermetallresistenz = nicht schwermetallresistent.
Die ökologischen Zeigerwerte nach Landolt et al. 2010 sind in der Schweiz: Feuchtezahl F = 3 (mäßig feucht), Lichtzahl L = 4 (hell), Reaktionszahl R = 3 (schwach sauer bis neutral), Temperaturzahl T = 5 (sehr warm-kollin), Nährstoffzahl N = 4 (nährstoffreich), Kontinentalitätszahl K = 2 (subozeanisch), Salztoleranz 1 = tolerant.

## Systematik

### Taxonomie
Die Erstveröffentlichung von Datura stramonium erfolgte 1753 durch Carl von Linné in Species Plantarum, Tomus I, S. 179. Ein Homonym ist Datura stramonium Velloso. Synonyme für Datura stramonium L. sind: Stramonium phoetidum Scop., Stramonium spinosum Lam., Stramonium vulgatum Gaertn., Datura bertolonii Parl. ex Guss., Datura inermis Jacq., Datura pseudostramonium Bernh., Datura lurida Salisb., Datura nigra Hassk., Datura parviflora Salisb., Datura tatula L., Stramonium tatula (L.) Moench, Datura stramonium var. tatula (L.) Torr.

### Botanische Geschichte
Die Gattung Datura umfasst je nach Auffassung 10 bis 13 Arten, mit Verbreitungsschwerpunkt in Mexiko und im Süden der USA. Datura stramonium ist, nach einer phylogenomischen Analyse, Schwesterart einer gemeinsamen Klade aus den Arten Datura ferox und Datura quercifolia, sie bildet, mit vier anderen Arten, die Sektion Datura s. str. innerhalb der Gattung Datura. Die Artengruppe wird durch ein morphologisches Merkmal, die bei ihnen aufrecht stehenden, nicht hängenden, reifen Kapselfrüchten, unterstützt.
Je nach Autor gibt es von der Art Datura stramonium etwa vier Varietäten. Unterscheidungsmerkmale sind zum einen die violette Färbung der Pflanzenteile durch Anthocyan, zum anderen das Vorhandensein von Stacheln auf den Früchten. Bei einigen Autoren werden diese Varietäten in verschiedene Formen aufgeteilt:
- Datura stramonium var. stramonium Gaertn.: Grüne, nicht gefärbte Sprosse, weiße Blüten, bestachelte Kapselfrucht, zum Teil auch bestachelte und unbestachelte Kapselfrüchte an einem Pflanzenexemplar
  - Datura stramonium var. stramonium f. stramonium Gaertn.: Alle Kapselfrüchte bestachelt
  - Datura stramonium var. stramonium f. labilis Hammer: Zum Teil unbestachelte Kapselfrüchte
- Datura stramonium var. inermis (Jacq.) Lundstr.: Grüne, nicht gefärbte Sprosse, weiße Blüten, unbestachelte Kapselfrüchte
- Datura stramonium var. tatula (L.) Torr.: Violett gefärbte Sprosse, violette Blüten, bestachelte Kapselfrüchte
  - Datura stramonium var. tatula f. tatula Danert: Kaum violett gefärbte vegetative Pflanzenteile
  - Datura stramonium var. tatula f. bernhardii (Lundstr.) Danert: Stark ausgeprägte Violettfärbung, Blattbasis und Kelch braunviolett, relativ kleine, rotviolette Blüten
- Datura stramonium var. godronii Danert: Violett gefärbte vegetative Pflanzenteile, violette Blüten, unbestachelte Kapselfrucht

Die genetischen Unterschiede zwischen den Varietäten und Formen sind gering, Unterschiede in der Blütenfarbe und in der Bestachelung der Früchte gehen jeweils auf ein einzelnes Gen zurück. Teilweise treten verschieden gefärbte Blüten oder verschieden bestachelte Kapselfrüchte sogar an demselben Pflanzenexemplar auf. Datura stramonium bildet im Freiland Hybride mit der nahe verwandten  Art Datura ferox aus.

## Weitere Bilder

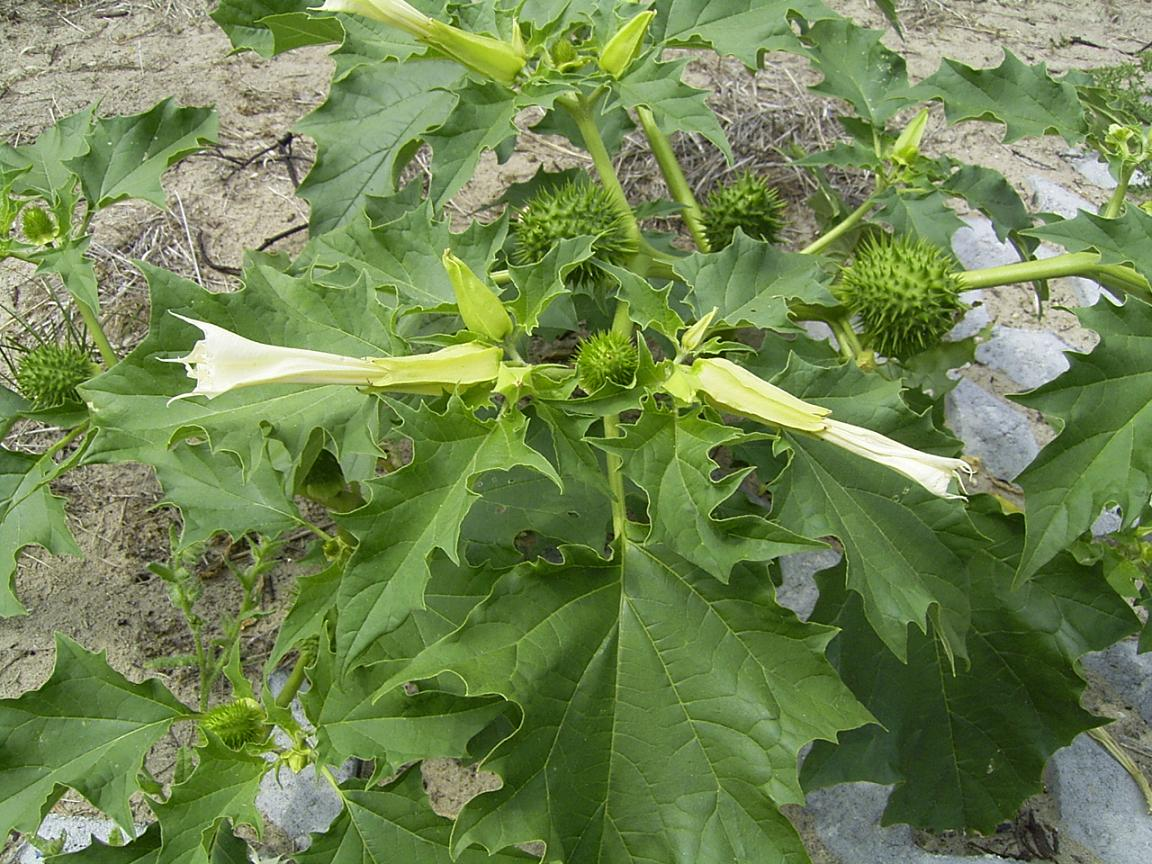
Habitus, Laubblätter und Blüten
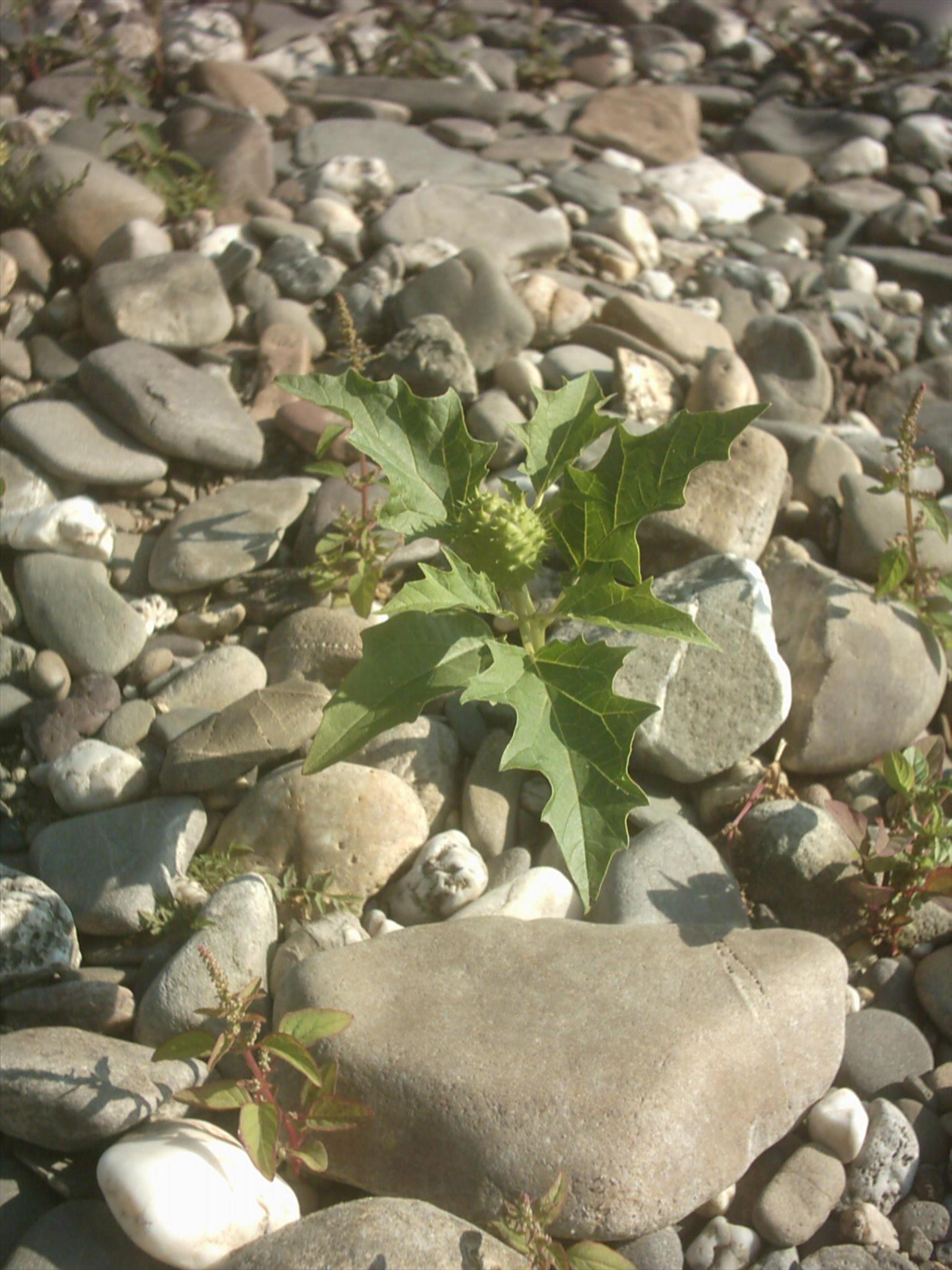
An typischem Standort im Kies des Himmelgeister Rheinbogens, Düsseldorf
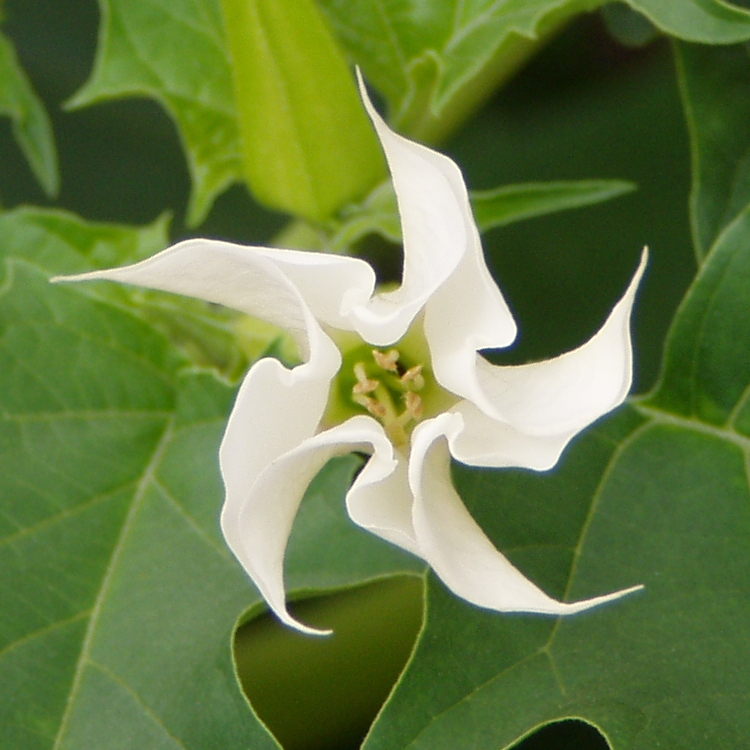
Blüte zu Beginn ihrer Entfaltung aus contorter Knospendeckung
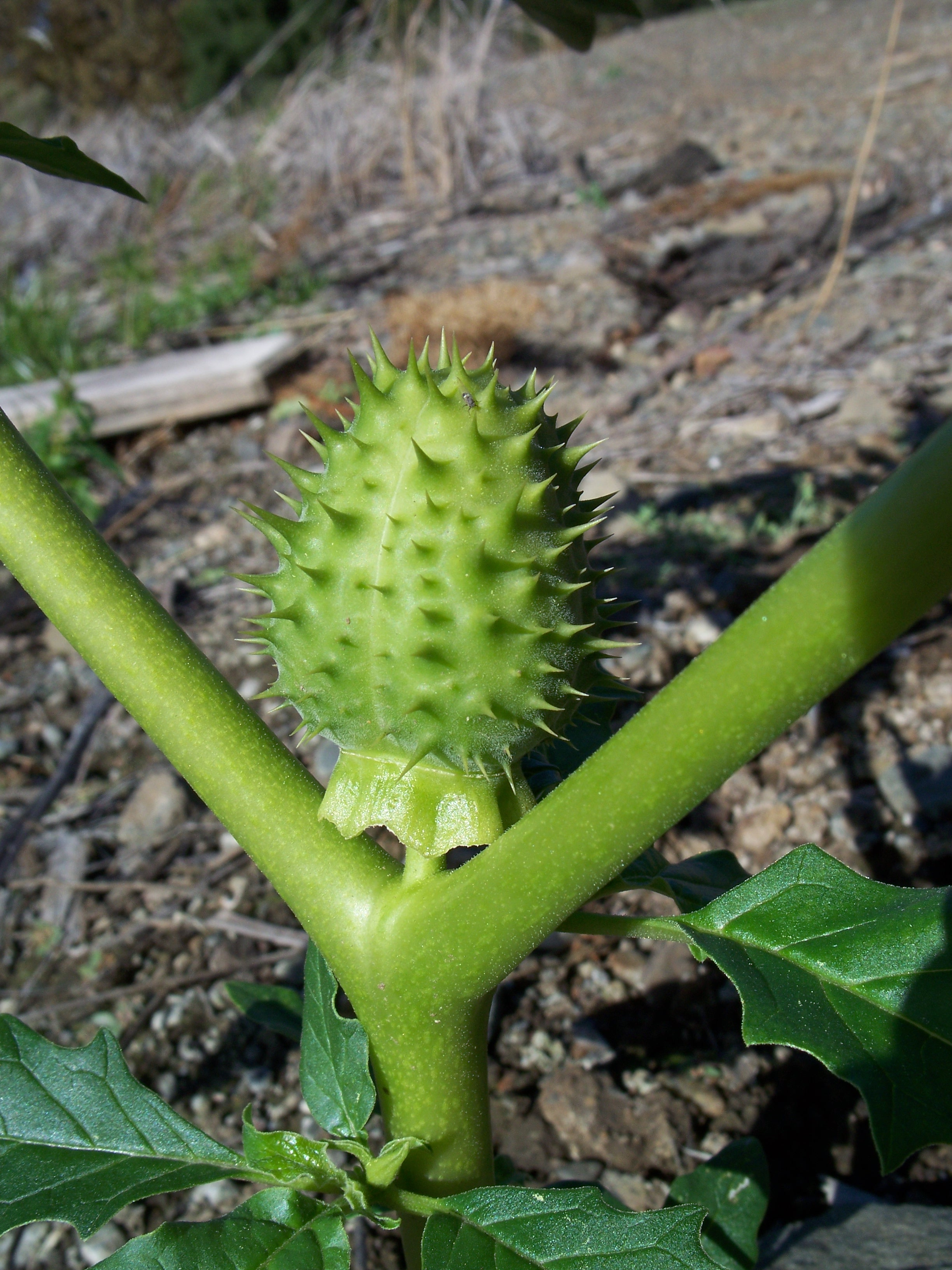
Kapselfrucht in frühem Entwicklungsstadium

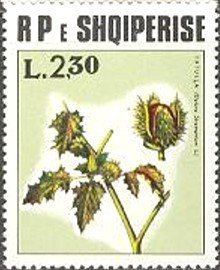
Abbildung auf albanischer Briefmarke

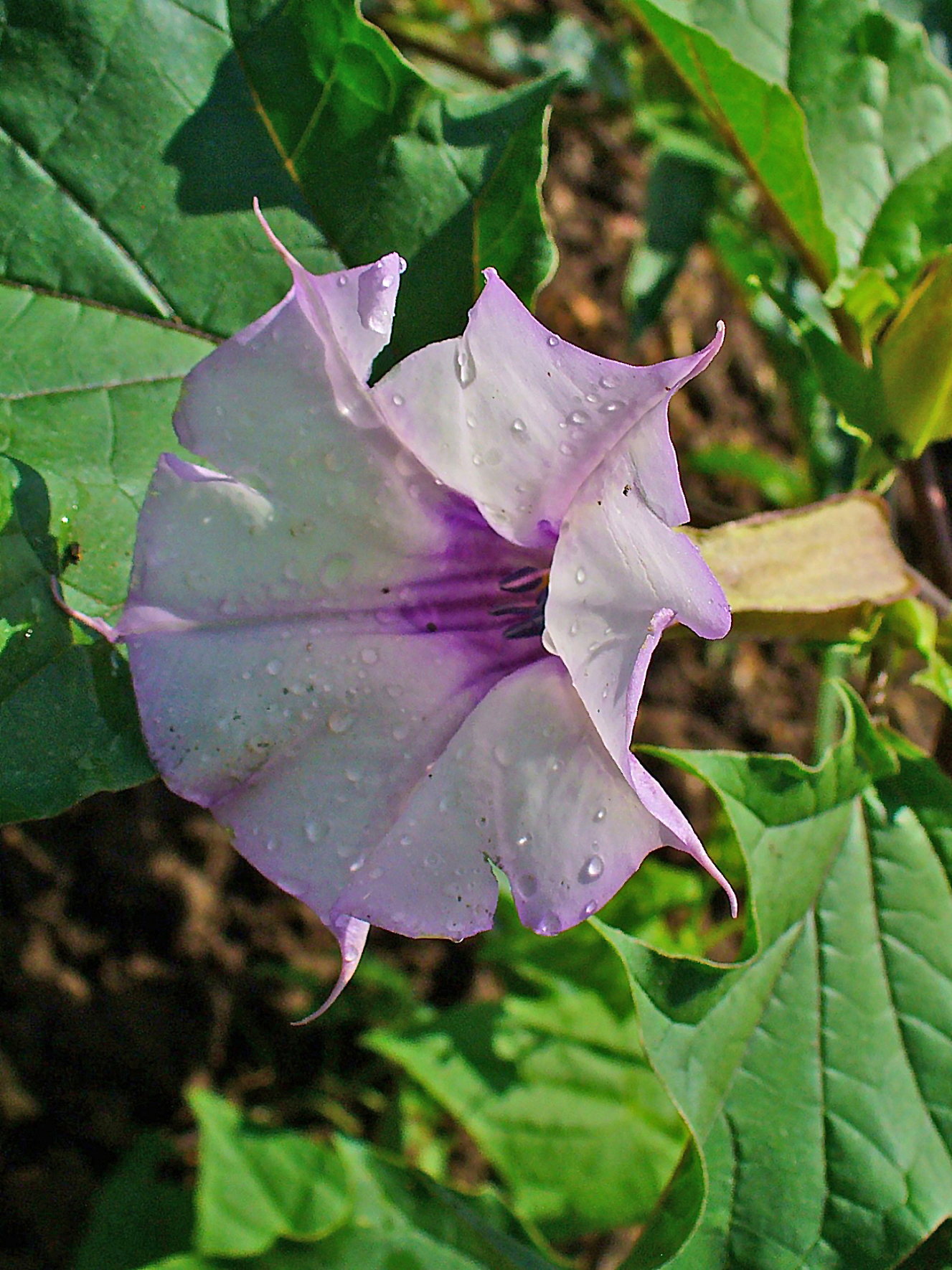
Blüte

## Trivialnamen
Für den Gemeinen Stechapfel bestehen bzw. bestanden unter anderem auch die weiteren deutschsprachigen Trivialnamen: Botschekrämen (Siebenbürgen), Dollkraut (Schlesien), Donnerkugeln (Tirol), Dornapfel, Dornkopf, Düwelsappel (Mecklenburg), Fliegenkrautsamen, Füllenminze, Igelskopf, Igelskolben, Kekebenziker (Siebenbürgen im Rauthal), Kreuzkümmel (Küstrin), Krötenmelde, Krützkämel (Pommern), Papeln (Siebenbürgen), Paputschen (Siebenbürgen), Pferdegift, Quetschapfel, Rauchapfelkraut, Schwarzkümmel (für den Samen; Henneberg), Schwenizkreokt (Siebenbürgen bei Jakobsdorf), Säkappel (Mecklenburg, Unterweser), Stachelnuss, Stechapfel, Stechöpffels, Stekappel, Tatschekrokt (Siebenbürgen bei Johannisdorf), Tobkraut (Schlesien bei Lauban), Tollkörner und Tollkraut.
Trivialnamen in anderen Sprachen sind:
- Englische Sprache: common thornapple, devils trumpet, jimsonweed, jamestown-weed, mad-apple, stinkwort[21]
- Spanische Sprache: belladona del pobre, cajon del diablo, chamico grande, chamisco, datura manzana, estramonio, manzana espinosa, peo de fraille[21]
- Französische Sprache: belladone, conchombre diable, concombre a chein, datura stramonie, herbe des taupes, pomme epineuse, stramonie commune[21]
- Arabische Sprache: datoora, tatoora[21]
- Portugiesische Sprache: estramanonio, figueira do inferno, figueire do inferno, quinquilho[21]

Zusätzlich gibt es viele regionale Trivialnamen.